# Milesia gigantea
Milesia gigantea är en tvåvingeart som beskrevs av Heikki Hippa 1990. Milesia gigantea ingår i släktet Milesia och familjen blomflugor. Inga underarter finns listade i Catalogue of Life.